# Whores’ Glory
Pour plus de détails, voir Fiche technique et Distribution.
Whores' Glory est un film documentaire germano-autrichien réalisé par Michael Glawogger, sorti en 2011. 

## Synopsis
Ce documentaire se divise en trois parties, la première partie se déroule à Bangkok, la seconde à Faridpur, et la dernière à Reynosa.
Durant la première partie à Bangkok, on suit la vie de prostituées travaillant dans une maison close appelée l'Aquarium. Son nom vient du fait que les femmes y sont assises derrière une vitre, chacune portant un numéro, permettant aux clients de l'autre côté de choisir celle qui leur plaît. Le documentaire montre comment ces femmes dépensent leur argent, notamment dans une maison close de gigolos. Il y montre également leur relation avec le bouddhisme, en les montrant priant et demandant d'avoir plus de clients.
La deuxième partie se situe à Faridpur au Bangladesh au cœur d'un bordel géant appelé la Cité de la joie. Des centaines de femmes vivent et travaillent dans cette cité, le plus souvent dans des chambres individuelles minuscules. Il n'y a pas de sanitaires, seulement des seaux et des cuvettes. On y voit comment une jeune femme peut être achetée et négociée par l'une des gérantes présumées de l'endroit. Dans une scène, des hommes sont questionnés sur la cité, certains affirment y aller plusieurs fois par jour et considèrent qu'elle joue un rôle majeur dans la protection des femmes de Faridpur contre les agressions.
La dernière partie du film se déroule dans la ville de Reynosa au Mexique, ville frontalière du Texas. Comme dans plusieurs autres villes au Mexique, il existe une zona de tolerancia (zone de tolérance) où la prostitution y est légale. Cette zone est sécurisée par des barrières et constamment surveillée par des patrouilles policières. Dans cet environnement, le commerce du sexe se mélange aux croyances religieuses et ésotériques locales : rituels de sorcellerie, vénération de la Santa Muerte et omniprésence de la Sainte Vierge sous forme de tatouages et de statues. Pour ces femmes, ces croyances représentent une tentative de protection contre les dangers qui les entourent, qu'il s'agisse de la drogue ou de la violence des clients.

## Fiche technique
- Titre : Whores' Glory
- Réalisation et scénario : Michael Glawogger
- Directeur de la photographie : Wolfgang Thaler
- Montage : Monika Willi
- Musique originale : CocoRosie, Rosa Maike Vogel, P.J. Harvey
- Production : Erich Lackner, Pepe Danquart, Mirjam Quinte
- Société de production : Lotus Film, Quinte Film

- Pays de production : Autriche, Allemagne
- Langues : Thaï, bengali, espagnol
- Format : Couleurs - 35 mm
- Genre : Documentaire
- Durée : 119 minutes
- Date de sortie : 
  - Autriche : 9 septembre 2011
  - Allemagne : 29 septembre 2011

## Distinctions

### Récompense
- Prix spécial du jury Orizzonti à la Mostra de Venise en 2011.

### Sélections
- Festival international du film de Toronto : sélection officielle
- Festival du film de Londres : sélection officielle